# Daybreak (filme de 1918)
Daybreak é um filme de drama mudo norte-americano de 1918, dirigido por Albert Capellani, estrelado por Emily Stevens e Julian L'Estrange. É agora considerado um filme perdido.

## Elenco
- Emily Stevens – Edith Frome
- Julian L'Estrange – Arthur Frome
- Herman Lieb – Herbert Rankin
- Augustus Phillips – Dr. David Brett
- Francis Joyner – Carl Peterson (creditado como Frank Joyner)
- Evelyn Brent – Det. Alma Peterson
- Joseph Daly – Otway (creditado como Joe Daly)
- Evelyn Axzell – Meta Thompson (creditado como Mrs. Evelyn Axzell)